# IC 3969
IC 3969  ist eine Galaxiengruppe bestehend aus drei Galaxien im Sternbild Haar der Berenike am Nordsternhimmel.
Das Objekt wurde am 27. Januar 1904 von Max Wolf entdeckt.